# Rui (biologie)

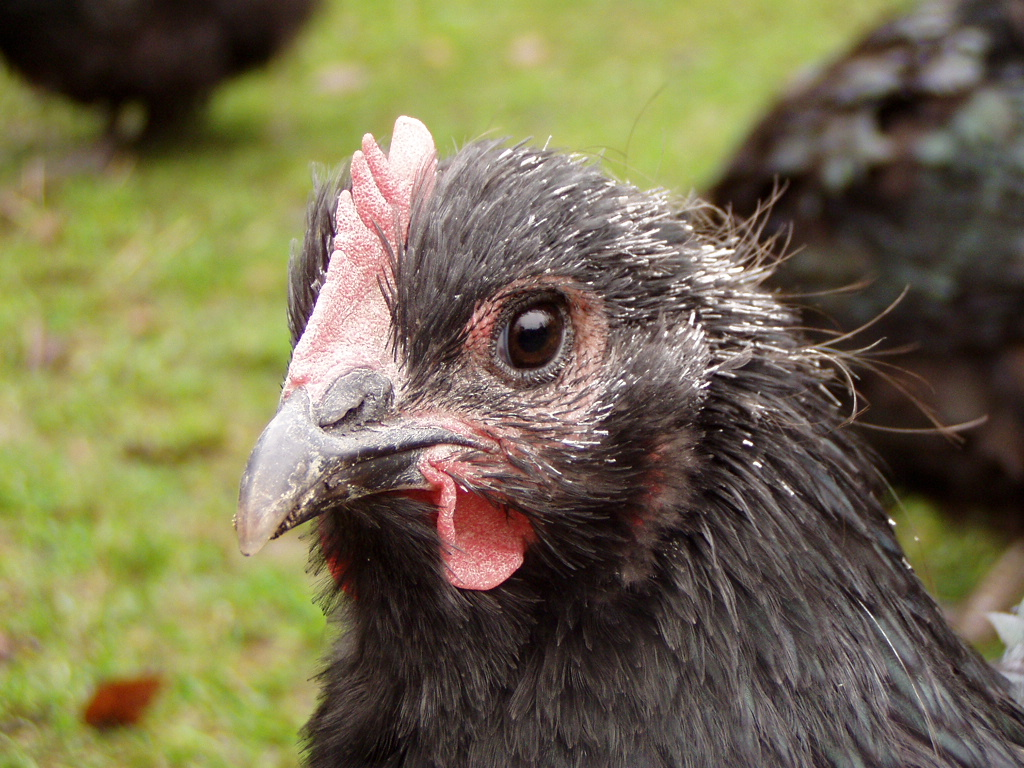
Deze kip is in de rui. Op de kop zijn nieuwe veerpennen te zien.

De rui of het ruien is het periodiek vervangen van het vederdek of de vacht door vogels en zoogdieren.

## Vogels
Veren verslijten en zullen dus vervangen moeten worden. Als regel gebeurt dat niet in de inspannende of moeilijke broed- of trektijd. De winter met zijn voedselschaarste is ook ongeschikt. Daarom ruien de meeste vogels in de nazomer (juli en augustus), dus tussen broed- en trektijd in. In de ruiperiode wordt er niet gezongen en de vogels zijn minder zichtbaar. Hun nieuwe verenpak is het winterkleed. Het zal ervoor zorgen dat de vogels in topconditie zijn om een lange trektocht te maken, of de winter te kunnen overleven.
Sommige soorten ruien nog een tweede keer vlak vóór het broedseizoen. Hierbij krijgen de mannetjes hun zomerkleed (= broedkleed, prachtkleed). Bij deze soorten die twee keer ruien, is het winterkleed vaak dikker dan het zomerkleed.
Een aantal water- en moerasvogels zoals eenden, ganzen en rallen ruien een groot deel van hun verenkleed in één keer (volledige rui). Dit duurt wekenlang, kost veel energie en gaat ten koste van het vliegvermogen. Daarom houden de vogels zich in deze periode schuil in dichte vegetatie. Eenden, waarvan de mannetjes een bont zomerkleed hebben, ruien dan naar een vaalbruin, goed camouflerend kleed. Dit eclipskleed maakt ze minder opvallend voor roofdieren.
Roofvogels kunnen zich deze strategie niet veroorloven. Zij moeten goed kunnen blijven vliegen om aan de kost te komen. Daarom spreiden ze de rui van de vliegpennen over een lange periode uit. Ze ruien dus het hele jaar. Alleen tijdens de trek stopt het even en bij enige soorten ook tijdens het broedseizoen.
Ook pinguïns kunnen geen moment zonder hun verendek. Bij hen wordt het oude verendek verdrongen door het nieuwe verendek; de oude veren verdwijnen pas als de nieuwe veren groot genoeg zijn.
Sommige soorten, zoals de vink en de spreeuw, krijgen hun zomerkleed zonder een tweede keer te hoeven ruien. In de nazomer (juli en augustus) hebben ze nieuwe veren gekregen die hetzelfde zijn als hun zomerkleed, behalve dan dat er op ieder veertje een bruin (of wit) topje zit. Tijdens de winter slijten die topjes eraf, zodat tegen de lente de kleuren verschijnen.

## Zoogdieren
Verharing bij zoogdieren is vaak opvallend in het voorjaar bij het verliezen van de wintervacht.